# 38 cm schwerer Ladungswerfer
Il 38 cm schwerer Ladungswerfer (abbreviato in 38 cm sLdgW) era un mortaio spigot impiegato dalla Germania nazista durante la seconda guerra mondiale.
Sviluppata alla fine degli anni trenta, l'arma era in dotazione al genio militare della Wehrmacht per la demolizione di ostacoli e capisaldi. Dimostratosi troppo pesante e poco mobile per questo ruolo, venne gradualmente ritirato dal servizio in prima linea. Il mortaio spigot era incavalcato su un affusto montato su una piattaforma rotante a tamburo, che poggiava direttamente al suolo. La carica propellente era posizionata nella parte superiore del codolo e veniva innescata quando il proiettile scivolava in fondo alla canna abbastanza da chiudere il circuito elettrico.